# 武元衡
武元衡（758年—815年7月13日），字伯苍。缑氏（今河南偃师东南）人。中晚唐時德宗、順宗、宪宗三朝重臣及詩人，官至宰相。武就與汝南縣君周氏之子。

## 生平
武則天曾侄孫。因為武后親戚，為防外戚干政，應當輩分甚遠，而未列入名單。高祖武仁範，曾任雲陽縣令。建中四年（783年）登进士第。历官监察御史、华原县令，畿輔鎮軍督將恃恩矜功，皆驕橫橈政，元衡苦之，稱疾去官，德宗知其才，召為比部员外郎，岁内三迁右司郎中，後官御史中丞。德宗很器重他，對群臣說：“武元衡是真宰相器。”其後於唐順宗年間為王叔文等改革派排擠，罷為右庶子。唐憲宗元和二年（807年）正月，拜门下侍郎、平章事，兼判戶部事。十月封临淮郡公，充剑南西川节度使。元和八年三月十一日，代高崇文為西川節度使，政绩卓著，中外同钦。
武元衡精於五言詩，诗人张为编撰的《诗人主客图》，评论中唐诗人的流派，以白居易、孟云卿、李益、孟郊、鲍容、武元衡6人为主，其余为客，把武元衡奉为“瑰奇美丽为主”。其詩當時常有好事者傳之，往往被於管絃。
元和八年（813年）召回長安，拜相，力主削藩。元和十年（815年）六月三日早朝路上，被李师道派遣的刺客暗杀於靖安坊東門，御史中丞裴度亦被襲幾死。諡忠湣。有《臨淮詩集》。
兒子武翊黃，官至大理卿，尤工楷書；孙简、段文昌皆其女婿。

## 人物相關佚事
- 武元衡被刺前夜作了一首《夏夜作》，詩道「夜久喧暫息，池台惟月明。無因駐清景，日出事還生」。被視為讖語、籤詩。
- 白居易於元和十年武元衡被刺後上書朝廷通緝要犯，因此被指抢在谏官之前议论朝政是一种僭越行为，因而被貶。

## 影視作品
- 武元衡遇刺 （页面存档备份，存于） 中國紀錄片「案藏玄機」。